# Тайгета (звезда)
Тайге́та (лат. Taygeta) — тройная звёздная система в скоплении Плеяд, входит в одну из двух групп звёзд в созвездии Тельца, видимых невооружённым глазом.

## Физические характеристики
Система удалена от Земли приблизительно на 440 световых лет.
Первый компонент, Тайгета А — бело-голубой субгигант B-типа с видимой звёздной величиной +4,30. Это спектрально-двойная звезда, звёздная величина компонентов составляет +4,6 и +6,1. Они удалены друг от друга на расстояние в 0,012 угловых секунд с периодом обращения в 1313 дней. У Тайгеты B — 8-я звёздная величина, и этот компонент системы удалён от первого на расстояние в 69 угловых секунд.

## Происхождение названия
Тайгета — в древнегреческой мифологии возлюбленная Зевса, мать Лакедемона, давшая имя Лаконской горной цепи Тайгет. Дочь Атланта, и Плейоны. Родила от Зевса Лакедемона. Её похищение было изображено на троне в Амиклах. По другому рассказу, Артемида превратила её в лань, чтобы спасти от домогательств Зевса, и та в благодарность обещала Артемиде златорогую лань, которую позже поймал Геракл.